# Musion Eyeliner
Musion Eyeliner és un sistema propietari de projecció de vídeo d'alta definició que permet que imatges mòbils apareguin en una posada a escena en viu. El sistema va ser creat i patentat per Uwe Mass.

## Producte
El sistema treballa com una variació comercial moderna d'una tècnica d'il·lusió anomenada Fantasma de Pepper. Una pel·lícula prima i metal·litzada és col·locada a través del front de l'escenari en un angle de 45 graus cap a l'audiència; encastada sota la pantalla hi ha una imatge brillant subministrada per una pantalla LED o un projector potent. Quan són vistes des de la perspectiva de l'audiència, les imatges reflectides semblen estar en l'escenari.
Atès que el sistema usa una pel·lícula prima com la seva superfície reflectant, la pantalla és relativament de baix cost, de poc pes i pot cobrir una àrea llarga sense costures (ajudant a mantenir la il·lusió); no obstant això, aquesta lleugeresa pot fer que la pantalla vibri pels efectes atmosfèrics, com el vent en exteriors o sistemes de so potents en interiors.
El sistema té el propòsit de crear la il·lusió d'imatges mòbils en 3D de grandària natural i a tot color. Consisteix en una imatge plana, bidimensional, que produeix la il·lusió de ser tridimensional i d'estar suspesa a l'espai lliure. No recrea estereoscòpia, com ho fan la majoria de les pantalles 3D, ni és un holograma.
Aspectes de la tecnologia són actualment subjecte d'una aplicació de patent de EUA.

## Aplicacions
El sistema va ser exhibit primer per Uwe Maass a una instal·lació del Museu de Swarovski a Àustria l'any 1995.
Les aplicacions d'aquesta tecnologia inclouen teleconferències, entreteniment de mitjans mixts i esdeveniments educatius. Va ser utilitzat a la conferència de Live Earth produïda per Musion i per OMG Sounds Production, tal com en els concerts següents de la banda Gorillaz, on va ser usat per permetre als músics de caricatura de la banda unir-se als veritables músics en l'escenari. Els Genki Rockets també utilitzen aquesta tecnologia per a alguns dels seus esdeveniments "en viu", a causa de la cantant principal, Lumi, qui apareix en els vídeos musicals animats del grup, sent un personatge fictici.
El tour de 2009 de Jeff Wayne's Musical Version of The War of the Worlds va usar un sistema de Musion Eyeliner, el qual va projectar una imatge de la cara de Richard Burton en el paper del Periodista.
Les projeccions del Musion Eyeliner també han estat fetes per a llançaments de productes com el cotxe Toyota Auris i un telèfon LG, en el qual la tecnologia va ser utilitzada per donar una il·lusió a l'escenari per al mag David Blaine. L'any 2010, especialistes de l'animació van recrear reeixidament dues actuacions per gent que estava morta feia alguns anys. El primer va ser Paul Cremen – un antic director creatiu de Saatchi and Saatchi que va aparèixer per parlar en el festival de publicitat Cannes Lions; també utilitzant tècniques digitals, van recrear a Frank Sinatra, qui va interpretar "Pennies from Heaven" per a l'aniversari del jutge de Pop Idol Simon Cowell.
L'any 2012, una versió del Musion Eyeliner va ser usada per permetre a una versió virtual del raper mort 2Pac aparèixer en el Festival de Música i Arts de Coachella Valley amb Dr. Dre i Snoop Dogg.
L'any 2013, el sistema va ser utilitzat per ressuscitar al comediant Els Dawson per a un especial de televisió del Regne Unit.
L'any 2014, una versió lleugerament diferent va ser utilitzada per portar de tornada a Michael Jackson en el 2014 Billboard Music Awards per interpretar la seva cançó Slave to the Rhythm.
També el 2014, el Musion Eyeliner va obtenir un Record Guinness Mundial quan va ser utilitzat per Narendra Modi, polític hindú, per donar un discurs en 128 llocs simultàniament. Al maig de 2014, Modi es va convertir en primer ministre.